# Eroze půdy
Eroze půdy je proces degradace půdy způsobující omezení či úplnou ztrátu jejích produkčních schopností. Tento pojem tak je vztahován hlavně na půdu zemědělskou, i když může docházet k erozi i na půdách lesních v důsledku těžby. Samotný proces eroze půdy je procesem přírodním, který nelze zcela zastavit. Rozlišuje se tak eroze normální (geologická) a eroze zrychlená. 

## Příčiny
Přirozenými fyzikálními procesy eroze půdy je déšť, řeky, povodně, vítr a další procesy.
Eroze půdy lidskou aktivitou začala přibližně před 4000 lety a byla doprovázena odlesňováním. Ve 21. století hraje velkou roli zemědělství.
Příčiny eroze půdy souvisejí s globální intenzifikací zemědělské výroby a velkovýrobou, které byly v ČR počaty kolektivizací. Následkem bylo zvýšení produkčních ploch na úkor stabilizačních prvků krajiny, jakými jsou meze, remízky, aleje, louky, břehy přirozeně se vinoucích toků či dříve nevyužívaná produkčně nevhodná půda, které plní funkci nejen ekologickou, ale i protierozní. Došlo tím mj. ke změně způsobu obdělávání půdy souvisejícím se scelováním polí do větších celků, které mohly být obhospodařovány mechanizací, ovšem za cenu snížené ochrany, kterou právě do té doby běžné krajinné prvky plnily.
Transformace zemědělství probíhající od 90. let situaci nezlepšila. Důvodem je to, že stav, kdy se jednotliví zemědělci starali o vlastní zemědělské pozemky, se nikdy neobnovil; nedošlo k rozdělení velkých půdních celků (a obnově původních remízů). Česká republika má největší půdní bloky v Evropě. Přes probíhající restituce byl v roce 2000 podíl vlastní půdy oproti najaté 7,6 %, v roce 2013 pak 25,7 %. To je zapříčeno mj. tím, že restituce navrátily potomkům původních hospodářů pozemky v menších rozlohách, než je možné rentabilně obdělávat, a dále na takových parcelách, které jsou součástí velkých celků neumožňujících pozemky samostatně obdělávat. Tuto situaci částečně zlepšují komplexní pozemkové úpravy.
Vlivem hospodaření po transformaci, které do roku 2015 nebylo vázáno vhodnými povinnými postupy, dochází k dalším negativním jevům, které erozi „nahrávají“, jakými je např. utužení půdy, úbytek organické hmoty, chybné orební postupy, orba po svahu, nikoli po vrstevnici, pěstování erozně nebezpečných plodin (kukuřice, brambory, řepa, bob setý, sója, slunečnice a čirok), nevhodné osevní postupy na nevhodných stanovištích. 

## Druhy eroze

### Vodní eroze
Vodní eroze je definovaná jako komplexní proces, zahrnující rozrušování půdního povrchu, transport a sedimentaci uvolněných půdních částic působením vody.
Vodní eroze ohrožuje více než 50 % výměry orné půdy v rámci ČR. Na převážné ploše erozí ohrožených půd však není prováděna žádná systematická ochrana zabraňující dalším ztrátám.
Na vznik vodní eroze má největší vliv sklonitost pozemku v kombinaci s délkou pozemku po spádnici, dále vegetační pokryv, vlastnosti půdy a její náchylnost k erozi, uplatněná protierozní opatření a v neposlední řadě častý výskyt přívalových srážek, které střídá období sucha. Tyto faktory ovlivňují míru eroze vždy ve vzájemné kombinaci. K eroznímu smyvu tak dochází i na půdních blocích, které sice nejsou výrazně sklonité, ale v kombinaci s nepřerušenou délkou svahu jsou nevhodné pro pěstování erozně nebezpečných plodin.

### Větrná eroze
Druhý nejvýznamnější typ eroze v České republice je ovlivňují zejména meteorologické a půdní poměry, které jsou dále zesilovány či zeslabovány dalšími faktory a přímými zásahy člověka. Jsou to zejména drsnost půdního povrchu, půdní krusta, vegetační kryt půdy, způsob a termín obdělávání půdy a délka nechráněného pozemku.
Z meteorologických faktorů jsou to především rychlost a směr větru, doba jeho působení a četnost výskytu. Dále je vznik větrné eroze ovlivněn množstvím a formou atmosférických srážek a výparem ovlivněným teplotou.  Čím větší je rozměr půdních částic, tím je potřebná větší rychlost větru při zemi, aby nastal odnos. Počáteční vlečná rychlost pro odnos půdních částic je s ohledem na půdní podmínky udávána od 3,3 m/s pro suchou písčitou a hlinitopísčitou půdu do 22 m/s pro suchou i vlhkou půdu hlinitou.
Větrná eroze se týká těch oblastí České republiky, které jsou v klimatických regionech 0–4.

### Sněhová eroze
Je způsobena z hlediska zemědělské půdy hlavně táním sněhu, kdy dochází k intenzivnímu povrchovému odtoku po půdě, která může být ještě zmrzlá, což omezuje vsakování a zároveň mrazem rozrušená půda může být snadněji odnášena.

### Eroze orbou a sklizňová
Eroze orbou způsobuje pohyb půdy ve směru svahu při orbě, sklizňová souvisí s odnosem půdy při odvozu plodin z pole, typicky u řepy cukrovky, která je od ornice omývána až v cukrovarech. Tyto typy eroze nejsou příliš zmapovány.
Dalším procesem, zapřičiňujícím pohyb půdy ve směru svahu, je eroze orbou. Ta se svými průměrnými ročními hodnotami blíží erozi vodní, dosud jí nicméně není věnována příliš velká pozornost.

## Následky vodní eroze
Zrychlená vodní eroze půdy ochuzuje zemědělské půdy o nejúrodnější část – ornici, zhoršuje fyzikálně-chemické vlastnosti půd, zmenšuje mocnost půdního profilu, zvyšuje štěrkovitost, snižuje obsah živin a humusu, snižuje propustnost půdy, poškozuje plodiny, znesnadňuje pohyb strojů po pozemcích a způsobuje ztráty osiv, sadby, hnojiv a přípravků na ochranu rostlin a tím samozřejmě snižuje i hektarové výnosy.
Navíc transportované půdní částice a na nich vázané látky znečišťují vodní zdroje a zanášejí akumulační prostory nádrží, snižují průtočnou kapacitu toků, vyvolávají zakalení povrchových vod, zhoršují prostředí pro vodní organismy, zvyšují náklady na úpravu vody a těžbu usazenin.
Hlavní důsledky vodní eroze můžeme rozdělit do následujících skupin:
- hrozba pro trvalou udržitelnost úrodnosti půdy
- ovlivnění kvantitativních parametrů vodních zdrojů (kapacita koryt vodních toků a disponibilní objem vodních nádrží)
- ovlivnění kvalitativních charakteristik vodních zdrojů
- ohrožení intravilánu měst a obcí, komunikací a další infrastruktury v krajině procesy povrchového odtoku a vodní eroze

Vodní eroze ohrožuje více než 50 % výměry orné půdy v rámci ČR. V současnosti se pro výpočet ohroženosti půdy vodní erozí používá Univerzální rovnice ztráty půdy.
Podle posledních analýz by mohlo při nejhorším možném scénáři být erodováno až 21 milionů tun půdy za rok, což je možné finančně vyjádřit jako škodu za 4,3 miliardy korun (nejsou však započteny další škody na obecním a soukromém majetku). 

## Ochrana před erozí
Ochranu proti vodní erozi je možné zajistit aplikací protierozních opatření, které spočívají v ochraně půdy před účinky dopadajících kapek erozně nebezpečného deště, podpoře vsaku vody do půdy, omezení unášecí síly vody a soustředěného povrchového odtoku, zpomalení, zachycení a bezpečném odvedení povrchového odtoku na zájmovém půdním bloku či jeho dílu. Soustředěný povrchový odtok je potřeba bezpečně odvést do vodoteče nebo jiného místa, kde již nemůže způsobit přímou škodu a je třeba zachytit smytou zeminu. Z hlediska finančního je nutné při návrhu protierozních opatření postupovat od finančně i realizačně nejjednodušších opatření organizačního a agrotechnického charakteru k opatřením technického charakteru.
Opatření organizačního charakteru:
- optimální tvar a velikost pozemku, půdního bloku či jeho dílu (PB/DPB)
- vhodné umístění pěstovaných plodin, včetně ochranného zatravnění
- pásové pěstování plodin

Agrotechnická opatření:
- setí/sázení po vrstevnici
- ochranné obdělávání (bezorebné setí, setí/sázení do mulče, setí/sázení do mělké podmítky, setí do ochranné plodiny, setí s podplodinou)
- hrázkování, důlkování
- plečkování, dlátování, podrývání
- setí kukuřice do úzkého řádku (v současnosti je opatření testováno na naše podmínky)
- pásové zpracování půdy (v současnosti je opatření testováno na naše podmínky)

Technická opatření:
- příkopy
- průlehy
- zatravněné údolnice se stabilizovanou dráhou soustředěného odtoku
- polní cesty s protierozní funkcí
- ochranné hrázky
- ochranné nádrže
- terénní urovnávky
- zasakovací pásy
- terasy
- protierozní meze
- asanace erozních výmolů a strží

Ochranu před větrnou erozí zajišťuje:
- vhodné umístění pěstovaných plodin, včetně ochranného zatravnění
- pásové pěstování plodin
- úprava tvaru a velikosti pozemku
- úprava struktury půdy – zvýšení podílu organické hmoty
- větrolamy[1]

## Zákon o ochraně zemědělského půdního fondu
Zákon č. 41/2015 Sb., kterým se mění zákon č. 334/1992 Sb., o ochraně zemědělského půdního fondu, ve znění pozdějších předpisů, a zákon č. 388/1991 Sb., o Státním fondu životního prostředí České republiky, ve znění pozdějších předpisů poprvé uvedl povinnost zemědělců nakládat se zemědělskou půdou tak, aby nedocházelo k jejímu poškozování nadměrnou erozí a stanovil sankce za porušení těchto povinností.

## Dobrý zemědělský a environmentální stav půdy 4 a 5
Ochrana zemědělské půdy před erozí je součásti standardu DZES (před rokem 2015 GAEC), který zajišťuje zemědělské hospodaření ve shodě s ochranou životního prostředí. Hospodaření v jeho souladu je jednou z podmínek poskytnutí plné výše finančních podpor. DZES 4 řeší problematiku protierozní ochrany na svažitých pozemcích, DZES 5 má za cíl ochranu půdy před vodní erozí a negativními následky na dalším majetku.

## Výzkumný ústav monitoringu a ochrany půdy
Výzkumný ústav monitoringu a ochrany půdy, v. v. i. (VÚMOP, v. v. i.), se dlouhodobě zabývá ochranou půdy i z hlediska nebezpečí eroze. Je autorem publikací, metodik a příruček na toto téma, z nichž novější jsou dostupné online, svým výzkumem poskytuje podklady pro rozhodování státních orgánů, poskytuje veřejnosti informace o stavu půdy a erozi pomocí veřejně přístupných mapových projektů na Geoportálu SOWAC-GIS.